# Michał Krzesimir II
Michał Krzesimir II (właściwie Mihajlo Krešimir II.; zm. 969) – król Chorwacji z dynastii Trpimirowiczów w latach 949–969.
Był synem Krzesimira I (mniej prawdopodobna wersja mówi, iż był jego wnukiem i zarazem synem Mirosława). O jego panowaniu zachowało się stosunkowo niewiele informacji. Był żonaty z Heleną z Zadaru (zm. 8 października 975), która wybudowała pierwsze w rodzinie królewskiej mauzoleum w Solin. Tam też została wraz z mężem pochowana, a jej tablica nagrobna dostarcza o rodzinie informacji. Sprawowała ona też regencję po śmierci władcy.
Po zgonie Krzesimira I wybuchła bratobójcza wojna pomiędzy Mirosławem a Michałem Krzesimirem, która była zgubna dla Chorwacji. Podczas walk kraj utracił na rzecz Narentanów Vis i Lastovo, a serbski władca Czasław Klonimirović wzmocnił granicę na rzece Vrbas i uzyskał część Bośni. Wenecjanom przypadła w udziale część wysp na Adriatyckie.
Mirosław sprawował, przynajmniej formalnie władzę od 945, ale cztery lata później zamordował go ban Pribina (władcę regionów Lika, Krbava i Gacka, zamieszkiwana przez Gadczan). Prawdopodobnie działo się to z polecenia Michała Krzesimira, który został osadzony (być może nie od razu) na tronie. Starał się odbudować znaczenie i stan posiadania kraju. Na początku panowania podbił oderwane na rzecz Bośni ziemie Uskoplje, Luka i Pleva, by następnie zdobyć całą Bośnię ok. 960. Wiadomo, że dotychczasowy ban Bośni uciekł na Węgry, a przed 968 rokiem Michał uzyskał zupełną władzę nad regionem. Wiadomo też, że w 969 roku chorwacka flota morska pokonała arabskich piratów w bitwie pod Gargano. Za panowania ban Pribina, czyli właściwie wicekról, utrzymał władzę nad żupami: Gacka, Lika i Krbava, a król nadał mu wyspę z klasztorem świętego Chryzogona.
Po śmierci Michała Krzesimira II władzę przejął jego syn Stefan Držislav, którego regentką została wdowa po królu.